# Azor (film)
Azor este primul film de lung metraj din istoria Mordoviei în limba erziană.

În data de 08/06/2018, Ministerul Culturii al Federației Ruse a emis un certificat de film.

### Date despre film
- Premiera a avut loc în toamna anului 2018.
- Regizor - Viktor Ciciaikin
- Scenarist - Ucevatkin Alexandr
- Compozitor - Bakici Vidiai
- Producători - Ucevatkin A. și Ciciaikin V.